# Семетеш
Семетеш је насеље у Србији у општини Рашка у Рашком округу, на обронцима Копаоника. Према попису из 2022. било је 57 становника. Познато је Семетешко језеро, са карактеристичним пловећим острвцима.
У селу се и данас могу видети брвнаре покривене шиндром или неким другим покривачем. Куће су занимљиве јер су подизане на врло стрмом терену.

## Демографија
У насељу Семетеш живи 147 пунолетних становника, а просечна старост становништва износи 54,6 година (50,6 код мушкараца и 59,4 код жена). У насељу има 68 домаћинстава, а просечан број чланова по домаћинству је 2,24.
Ово насеље је у потпуности насељено Србима (према попису из 2002. године), а у последња три пописа, примећен је пад у броју становника.
|  |

| Демографија | Демографија | Демографија |
| Година      | Становника  | Становника  |
| ----------- | ----------- | ----------- |
| 1948.       | 332         |             |
| 1953.       | 352         |             |
| 1961.       | 378         |             |
| 1971.       | 352         |             |
| 1981.       | 304         |             |
| 1991.       | 231         | 231         |
| 2002.       | 152         | 152         |

| Етнички састав према попису из 2002.‍ | Етнички састав према попису из 2002.‍ | Етнички састав према попису из 2002.‍ | Етнички састав према попису из 2002.‍ | Етнички састав према попису из 2002.‍ |
| ------------------------------------ | ------------------------------------ | ------------------------------------ | ------------------------------------ | ------------------------------------ |
|                                      |                                      |                                      |                                      |                                      |
| Срби                                 | Срби                                 |                                      | 152                                  | 100,0%                               |
| непознато                            | непознато                            |                                      | 0                                    | 0,0%                                 |

| Година пописа     | 1948. | 1953. | 1961. | 1971. | 1981. | 1991. | 2002. |
| ----------------- | ----- | ----- | ----- | ----- | ----- | ----- | ----- |
| Број домаћинстава | 53    | 54    | 65    | 72    | 83    | 75    | 68    |

| Број чланова      | 1  | 2  | 3 | 4 | 5 | 6 | 7 | 8 | 9 | 10 и више | Просек |
| ----------------- | -- | -- | - | - | - | - | - | - | - | --------- | ------ |
| Број домаћинстава | 19 | 34 | 3 | 8 | 2 | 0 | 2 | 0 | 0 | 0         | 2,24   |

| Пол    | Укупно | Неожењен/Неудата | Ожењен/Удата | Удовац/Удовица | Разведен/Разведена | Непознато |
| ------ | ------ | ---------------- | ------------ | -------------- | ------------------ | --------- |
| Мушки  | 80     | 27               | 46           | 7              | 0                  | 0         |
| Женски | 68     | 4                | 45           | 17             | 1                  | 1         |
| УКУПНО | 148    | 31               | 91           | 24             | 1                  | 1         |

| Пол    | Укупно                    | Пољопривреда, лов и шумарство | Рибарство                            | Вађење руде и камена | Прерађивачка индустрија       |
| ------ | ------------------------- | ----------------------------- | ------------------------------------ | -------------------- | ----------------------------- |
| Мушки  | 36                        | 9                             | 0                                    | 21                   | 5                             |
| Женски | 36                        | 35                            | 0                                    | 0                    | 1                             |
| УКУПНО | 72                        | 44                            | 0                                    | 21                   | 6                             |
| Пол    | Производња и снабдевање   | Грађевинарство                | Трговина                             | Хотели и ресторани   | Саобраћај, складиштење и везе |
| Мушки  | 0                         | 0                             | 1                                    | 0                    | 0                             |
| Женски | 0                         | 0                             | 0                                    | 0                    | 0                             |
| УКУПНО | 0                         | 0                             | 1                                    | 0                    | 0                             |
| Пол    | Финансијско посредовање   | Некретнине                    | Државна управа и одбрана             | Образовање           | Здравствени и социјални рад   |
| Мушки  | 0                         | 0                             | 0                                    | 0                    | 0                             |
| Женски | 0                         | 0                             | 0                                    | 0                    | 0                             |
| УКУПНО | 0                         | 0                             | 0                                    | 0                    | 0                             |
| Пол    | Остале услужне активности | Приватна домаћинства          | Екстериторијалне организације и тела | Непознато            | Непознато                     |
| Мушки  | 0                         | 0                             | 0                                    | 0                    | 0                             |
| Женски | 0                         | 0                             | 0                                    | 0                    | 0                             |
| УКУПНО | 0                         | 0                             | 0                                    | 0                    | 0                             |